# Wesołówka (Stryczowice)
Wesołówka – część wsi Stryczowice w Polsce, położona w województwie świętokrzyskim w powiecie ostrowieckim w gminie Waśniów
W latach 1975–1998 Wesołówka administracyjnie należała do województwa kieleckiego.